# レイクサイド・インターナショナル・レースウェイ
以前はレイクサイドインターナショナルレースウェイとして知られていたレイクサイドパーク （Lakeside Park ）は、オーストラリア、クイーンズランド州にあるモーターレースサーキット。 ブリスベンの北、クロングバー湖に隣接している。
サーキットはクイーンズランドを代表するモータースポーツの聖地として知られており、1960年代にボランティアによって建設された。サーキットは1961年にオープンし、2001年半ばに一旦閉鎖された。サーキットは2008年4月5日に再開され、翌日にはレースミーティングが開催された。 